# Marietta (Straus)
Marietta ist eine französische Komödie mit Musik in fünf Bildern von Sacha Guitry. Die deutsche Bearbeitung und Gesangstexte sind von Alfred Grünwald, die Musik ist von Oscar Straus. Die deutsche Erstaufführung fand am 12. September 1929 mit Käthe Dorsch und Michael Bohnen im Berliner Metropol-Theater statt. 

## Handlung
Die Komödie spielt in Paris; die ersten vier Bilder vom Jahre 1848 bis 1851, das letzte Bild spielt im Jahre 1928.

### Erstes Bild
Die Rache des Alberto (Oper in Amiens)
- Nr. 1. Introduktion; Yanetta, Plumeaux, Chor
- Nr. 2. Duett; Prinz Alberto, Yanetta
- Nr. 3. Entree; Marietta
- Nr. 4. Duett; Yanetta, Giovanni
- Nr. 5. Duellszene
- Nr. 6. Finale; Yanetta, Prinz Cabajal, Alberto, Giovanni

### Zweites Bild
- Nr. 7. Ballettszene mit Damenchor
- Nr. 8. Duett; Clementine, Amadé
- Nr. 9. Briefszene
- Nr. 10. Duett; Marietta, Prinz
- Nr. 11. Musikalische Szene; Marietta, Prinz, Chor
- Nr. 12. Duett – Finale; Marietta, Prinz

### Drittes Bild
- Nr. 13. Lied; Prinz
- Nr. 14. Duett – Finale; Marietta, Prinz

### Viertes Bild
- Nr. 15. Romanze; Marietta
- Nr. 16. Duett; Marietta, Prinz
- Nr. 17. Finale

### Fünftes Bild
- Nr. 18. Tanz
- Nr. 19. Lied; Dupont
- Nr. 20. Lied der Marietta; Marietta
- Nr. 21. Finaletto; Marietta, Coletta, Dupont